# Chersodoma glabriuscula
Chersodoma glabriuscula là một loài thực vật có hoa trong họ Cúc. Loài này được (Cabrera) M.O.Dillon & Sagást. mô tả khoa học đầu tiên năm 1996.